# Kilka słów wyjaśnień
Kilka słów wyjaśnień – pierwszy album EP łódzkiego zespołu Familia H.P. Ukazał się 25 marca 2004 nakładem wytwórni Slang Records.

## Lista utworów
Opracowano na podstawie źródła.
| # | Tytuł                  | Gościnnie | Producent | Czas |
| - | ---------------------- | --------- | --------- | ---- |
| 1 | "Ten Czas, To Miejsce" |           | Matheo    | 4:06 |
| 2 | "Naprzód"              |           | O.S.T.R.  | 4:42 |
| 3 | "Klub"                 |           | Matheo    | 3:41 |
| 4 | "Kilka Słów Wyjaśnień" |           | Matheo    | 4:28 |
| 5 | "Czasu Coraz Mniej"    |           | O.S.T.R.  | 3:38 |
| 6 | "Przyjaciele"          | Nova      | Matheo    | 3:24 |
| 7 | "Hipokryzja"           |           | Matheo    | 4:18 |